# Las Crucitas, Nuevo León
Las Crucitas är en ort i Mexiko.   Den ligger i kommunen Linares och delstaten Nuevo León, i den centrala delen av landet, 600 km norr om huvudstaden Mexico City. Las Crucitas ligger 505 meter över havet och antalet invånare är 115.
Terrängen runt Las Crucitas är varierad. Runt Las Crucitas är det ganska glesbefolkat, med 29 invånare per kvadratkilometer. Närmaste större samhälle är Linares, 15,5 km nordost om Las Crucitas. I omgivningarna runt Las Crucitas växer huvudsakligen savannskog.